# Wayne Static
Wayne Richard Wells (Muskegon, Michigan, 4. studenog 1965. – 1. studenog 2014.), poznatiji kao Wayne Static je američki glazbenik, najpoznatiji kao bivši pjevač, gitarist i klavijaturist industrial metal-sastava Static-X.

## Životopis
Static je odrastao u Shelbyju, te je s 12 godina po prvi put svirao u sastavu. Nakon što se preselio u Chicago, zajedno s Kenom Jayom je osnovao sastav Deep Blue Dream, no bio je kratkog vijeka, jer su se obadvoje preselili u Kaliforniju. Tamo su zajedno s Tonyjem Camposom i Koichijem Fukudom osnovali Static-X. Njihov prvi album Wisconsin Death Trip, objavljen 1999. je dvije godine kasnije dobio platinastu nakladu. Do raspuštanja sastava 2013. godine, snimili su ukupno šest studijskih albuma, jedan EP, te jednu kompilaciju. Godine 2011. objavio je prvi solo album Pighammer te je s pratećim sastavom krenuo na turneju.
U privatnom životu, Static je ateist i vegetarijanac. Godine 2008. se u Las Vegasu oženio porno glumicom Terom Wray.

## Diskografija

### Suradnje
- 2002. - Jonathan Davis & Richard Gibbs featuring Wayne Static - "Not Meant For Me"
- 2002. - Burton C. Bell & Wayne Static - "Burning inside"
- 2003. - Godhead & Wayne Static - "The Giveaway"
- 2004. - Mephisto Odyssey & Wayne Static (and Koichi Fukuda) - "Crash"
- 2004. - Skinny Puppy & Wayne Static - "Use Less"
- 2006. - Soil & Wayne Static - "Give It Up"
- 2009. - My Evolution & Wayne Static - "So Happy"

## Vanjske poveznice
- Službena stranica Static-X-a